# Paulo Marques dos Santos
Paulo Marques dos Santos (Lorena, 18 de agosto de 1927  – São Paulo, 17 setembro de 2022) foi um físico especializado em Meteorologia e astrônomo brasileiro.  
A partir de sua atuação como meteorologista e docente do Instituto de Astronomia, Geofísica e Ciências Atmosféricas da Universidade de São Paulo (IAG/USP),  participou ativamente do desenvolvimento da  Astronomia observacional e da constituição do campo de ensino e pesquisa em Meteorologia e Astronomia no Brasil, além de ter desenvolvido atividades em Radioastronomia.
No IAG/USP, junto a outros profissionais, atuou na criação da graduação e da pós-graduação em Meteorologia e foi responsável pela Estação Meteorológica da instituição no período de 1955 a 1997. Colaborou com a criação do curso de pós-graduação em Astronomia na Universidade Federal de Minas Gerais (UFMG), participou do programa para a escolha de sítio astronômico para a construção de um observatório astrofísico nacional e formou profissionais para atuarem como observadores. Atuou para a criação da Sociedade Astronômica Brasileira (SAB).
Paulo Marques dos Santos foi casado com a médica Volga Ide com quem teve os filhos Viviane e Guilherme. Ele  morreu em 2022, aos 95 anos de idade. 

## Trajetória na Meteorologia e Astronomia
Nascido em Lorena, em 18 de agosto de 1927, Paulo Marques dos Santos era filho de pai ferroviário e mãe professora. Em 1942, concluiu o ginásio e, em 1944, o curso técnico em Contabilidade ambos na cidade de Cruzeiro.  Na escola primária foi apresentado ao tema do sistema solar por um professor que despertou em Paulo o desejo de estudar as estrelas. Contudo, num cenário em que a Astronomia não era campo de estudos no país, Paulo Marques dos Santos acabou optando por estudar Meteorologia.
Em 1945, mudou-se para São Paulo para cursar o ensino técnico em Meteorologia na Escola Técnica de Aviação da Força Aérea Brasileira (FAB), concluído em 1946. Sua atuação como meteorologista teve início na Base Aérea da FAB em Fortaleza, onde atuou no período de 1946-1947. Em 1948, Paulo Marques dos Santos passou a trabalhar como meteorologista no Instituto Astronômico e Geofísico da Universidade de São Paulo  e, em 1955, tornou-se o responsável pela Estação Meteorológica da instituição, função que ocupou até sua aposentadoria em 1997.
Além de supervisionar os serviços gerais da Estação Meteorológica, realizar manutenção dos instrumentos e ter elaborado projeto para a renovação de seus instrumentos, Paulo Marques dos Santos orientou a redução e apresentação de dados e conduziu observações. Na Estação Meteorológica, trabalhou com rádio observações, participou da rede mundial de sondagem da ionosfera  e de projeto de medição do ruído atmosférico em ondas de rádio fazendo uso de um receptor que recebia sinais horários do Serviço da Hora de Washington em várias frequências.
Ele foi responsável por preparar os observadores da Estação e de diversas outras instituições, incluindo Instituto Nacional de Meteorologia (INMET), Departamento de Águas e Energia Elétrica do Estado de São Paulo (DAEE), SABESP, assim como estudantes de cursos de Geografia da USP, Pontifícia Universidade Católica de São Paulo, Universidade de Mogi das Cruzes dentre outras.
Simultaneamente ao trabalho na Estação Meteorológica, concluiu, em 1965, o bacharelado e licenciatura em Física na Universidade Presbiteriana Mackenzie e, em 1973, foi a segunda pessoa a obter o título de mestre em Astrofísica pelo Centro de Rádio Astronomia e Astrofísica Mackenzie (CRAAM) com uma dissertação que descrevia parâmetros da coroa solar determinados por radiobservações de eclipses solares.
Com a conclusão do mestrado em 1973, Paulo Marques dos Santos iniciou sua carreira docente na USP, vinculado ao Departamento de Meteorologia que, recentemente criado, necessitava ser estruturado. Junto a outros profissionais, foi responsável pela criação da graduação em Meteorologia, iniciada em 1977 e pela organização do curso de pós-graduação do Departamento, que teve início em 1984.
Entre as décadas de 1960-1970, teve início no Brasil programas para a escolha de sítios astronômicos e radioastronômicos e Paulo Marques dos Santos ampliou sua atuação para o campo da Astronomia, colaborando com a então incipiente comunidade astronômica brasileira na escolha de tais sítios.
Em 1964, a comunidade de astrônomos brasileiros manifestou interesse pela construção de um observatório astrofísico nacional, projeto que foi coordenado pela Comissão Brasileira de Astronomia e contou com Paulo Marques dos Santos como um dos integrantes da equipe responsável pela escolha do local a partir de critérios climatológicos, logísticos e objetivos astrofísicos. Tais aspectos levaram a escolher Minas Gerais como região para a busca de um local adequado ao observatório. 
Na iniciativa, o Pico da Piedade foi escolhido para sediar uma estação meteorológica experimental, que funcionou de fevereiro de 1966 até fevereiro de 1967 sob supervisão de Paulo Marques dos Santos. Posteriormente, a estação foi transferida para Mateus Leme (1967-1969) e, em 1969, para o Pico da Pedra Branca (Caldas, MG) sendo que, em janeiro de 1973, as observações meteorológicas foram encerradas, período em que Paulo Marques dos Santos optou por sair do programa para a escolha de sítio para o Observatório Astrofísico Brasileiro.
A seleção  do local para o Observatório Astrofísico Brasileiro ocorreu concomitantemente à formação em Astrofísica de astrônomos brasileiros. Estudantes da graduação em Física da Universidade Federal de Minas Gerais (UFMG) que posteriormente se especializaram em Astrofísica, participaram da escolha do sítio e foram preparados para o trabalho de observação nas estações meteorológicas, sob orientação de Paulo Marques dos Santos e outros. 
Na década de 1970, com Germano Quast e Luiz Muniz Barreto, Paulo Marques dos Santos atuou na criação do programa de pós-graduação em Astronomia da UFMG. Ele também participou, como meteorologista, da escolha do local para o Observatório Abrahão de Moraes, observatório astrométrico localizado em Valinhos, inaugurado em 1972.            

Paulo Marques dos Santos afirmou que sua atuação na Astronomia foi impactada pelo professor Alexander Postoiev, astrônomo russo que trabalhou no IAG/USP implantando e conduzindo seus primeiros programas científicos de Astronomia:
Do dr. A. Postoiev recebi todos meus conhecimentos de astronomia fundamental, tendo tido a grata satisfação de participar de todos os trabalhos que desenvolveu no IAG, o que me proporcionou uma grande vivência nessa área e, mais tarde, contribuiu para minha formação acadêmica nas áreas de astrofísica e radioastronomia.
Paulo Marques dos Santos participou das discussões em defesa da criação da Sociedade Astronômica Brasileira, fundada em 1974, com o objetivo de representar a comunidade astronômica junto à sociedade e ao governo, promover congressos científicos e organizar reuniões para apresentação e discussão de pesquisas.
Entre 1983 e 1985, participou de um programa observacional colaborativo entre astrônomos brasileiros e franceses, utilizando um telescópio do Observatório Abrahão de Moraes para realizar um levantamento de fontes celestes de radiação infravermelha na faixa austral do plano galáctico.
Em 1987, Paulo Marques dos Santos obteve o título de doutor em Astrofísica pelo Observatório Nacional, Rio de Janeiro, com a tese Radiometria em Microondas Aplicada à Astrofísica e Meteorologia. Por ser considerado detentor de notório saber, com relevantes contribuições à Astronomia brasileira, ele foi dispensado de cursar as disciplinas da pós-graduação.
Ao longo de sua carreira acadêmica no IAG/USP manteve-se vinculado ao Departamento de Meteorologia, representativo do campo formal de sua atuação científica na USP.
Em 1997 aposentou-se da USP, porém, continuou frequentando a Estação Meteorológica por mais quinze anos e dedicou-se, sobretudo, a redigir suas memórias. Desse processo, destacam-se as obras Instituto Astronômico e Geofísico da USP: Memória Sobre Sua Formação e Evolução, publicada pela EDUSP em 2015 e Uma Retrospectiva de 50 Anos da Astronomia Observacional no Brasil (1952– 2002), publicada em 2018 pelo IAG/USP.
Sua última publicação científica foi o artigo Effects Total Solar Eclipse in November 12th, in Bagé (RS) on Meteorological  Parameters (2018). Publicado na Revista Instituto Geológico e produzido em colaboração com o meteorologista Frederico Funari, o texto abordou o índice de conforto com base em dados coletados por Marques dos Santos no eclipse solar de Bagé de 1966.

## Prêmios e homenagens
- O livro Instituto Astronômico e Geofísico da USP: Memória Sobre Sua Formação e Evolução (2015, EDUSP) recebeu  o Prêmio Clio de História, pela Academia Paulistana de História.[2][22]
- O Centro Acadêmico do IAG/USP foi nomeado em sua homenagem como Centro Acadêmico Paulo Marques dos Santos  (CAPMS) https://www.cartacapital.com.br/blogs/brasil-debate/comunidade-universitaria-lanca-carta-em-defesa-da-democracia/
- A Estação Meteorológica sediada no Parque Cientec, no PEFI – Parque Estadual das Fontes do Ipiranga, (São Paulo-SP) foi nomeada em sua homenagem.[23][24]